# Jaroslav Pinkava

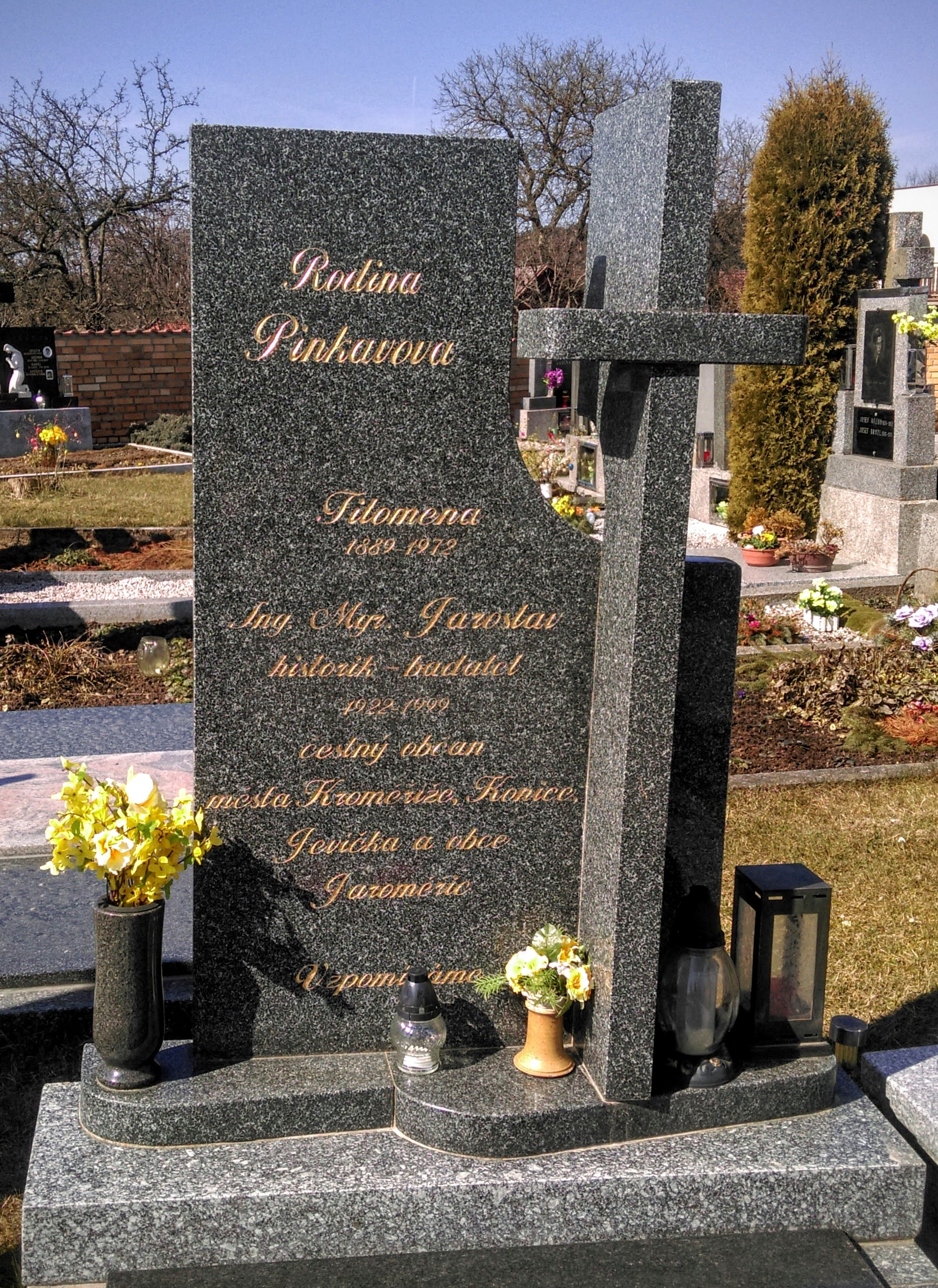
Náhrobek Jaroslava Pinkavy na hřbitově v Šubířově

Jaroslav Pinkava (26. dubna 1922 Šubířov – 10. října 1999) byl český lesník, historik a spisovatel, vlastivědný pracovník Hané a čestný občan měst Jevíčka, Konice, Kroměříže a obce Jaroměřic. Pokračovatel díla Františka Václava Peřinky, četl německy, latinsky, švabach a kurent.

## Dílo
- Kouřil, František a Pinkava, Jaroslav. 200 let nynějšího kostela sv. Jiří ve Velkých Opatovicích. Velké Opatovice: Historicko-vlastivědný kroužek při Kulturním středisku Okresního muzea Velké Opatovice, 1991. 25 s.
- Dějiny Jaroměřic na Malé Hané. Jaroměřice u Jevíčka: Obecní úřad, 1995- . sv. ISBN 80-238-5099-7.
- Pinkava, Jaroslav, Skoumalová, Marie, ed. a Trnečka, Alois, ed. Dějiny města Konice. Díl 2, Období 1848 - 1918. Konice: Městské kulturní středisko, 1995. 200 s.
- Pinkava, Jaroslav a Pálka, Petr, ed. F.V. Peřinka: ojedinělý badatel. Vyd. 1. Kroměříž: Muzeum Kroměřížska, 2004. 71 s. Minulost a přítomnost Kroměřížska; sv. 1. ISBN 80-85945-39-8.
- Pinkava, Jaroslav. Ferdinand Stolička: (1838-1874). Vyd. 1. Kroměříž: Muzeum Kroměřížska, 1997. 65 s. ISBN 80-85945-10-X.
- Pinkava, Jaroslav. Jan Leopold Kunert. Kroměříž: Muzeum Kroměřížska, 1986. 60 s. Kdo byl kdo na Kroměřížsku; sv. 3.
- Jaroměřická zastavení: vybrané kapitoly z minulosti Jaroměřic u Jevíčka. Jaroměřice u Jevíčka: Obecní úřad, 1992. 64 s.
- Jevíčko v letech 1848-1918. 1. vyd. Jevíčko: Městský úřad Jevíčko, 1993. 268 s. Letopisy města Jevíčka.
- Pinkava, Jaroslav. Jevíčský sborník: statě z dávné i nedávné minulosti města. V Jevíčku: Městský úřad, 1997. 177 s. ISBN 80-238-0554-1.
- Pinkava, Jaroslav. Kroměříž ve dnech ústavodárného říšského sněmu: (22. listopadu 1848 až 7. března 1849). Kroměříž: Pálková, 1996. 114 s. Dějiny města Kroměříže. ISBN 80-238-0256-9.
- Pinkava, Jaroslav. Pod vrchem Lavičná: Z letopisů dědiny Nový Dvůr u Jaroměřic na Malé Hané (do r. cca 1950). Jaroměřice u Jevíčka: Obecní úřad, 1991. 34 s.
- Pinkava, Jaroslav. Pohledy do staré Kroměříže. Kroměříž: Okresní knihovna, 1992. 54 s.
- Pinkava, Jaroslav. Úsobrno v minulosti a současnosti 1073-1973. Úsobrno: MNV, 1973. 160 s.

## Ocenění
- čestný občan Jaroměřic
- čestný občan Jevíčka
- čestný občan Konice
- čestný občan Kroměříže